# La Soledad, San Cristobal De Casas
La Soledad är en ort i Mexiko.   Den ligger i kommunen San Cristobal De Casas och delstaten Chiapas, i den sydöstra delen av landet, 800 km öster om huvudstaden Mexico City. La Soledad ligger 2 341 meter över havet och antalet invånare är 506.
Terrängen runt La Soledad är kuperad. Runt La Soledad är det ganska tätbefolkat, med 90 invånare per kvadratkilometer. Närmaste större samhälle är San Cristóbal de las Casas, 14,3 km väster om La Soledad. I omgivningarna runt La Soledad växer huvudsakligen savannskog.